# لودويغ فريدلاندر
لودويغ فريدلاندر (بالألمانية: Ludwig Friedländer)‏ (و. 1824 – 1909 م) هو لغوي، وعالم لغوي كلاسيكي، وأستاذ جامعي، وباحث في تاريخ العصور الكلاسيكية، وسياسي ألماني، ولد في كونيغسبرغ، كان عضوًا في الأكاديمية البروسية للعلوم، والأكاديمية البافارية للعلوم والعلوم الإنسانية، توفي في ستراسبورغ، عن عمر يناهز 85 عاماً.

## مناصب
تولى منصب عضو مجلس النواب البروسي اللوردات
.

## التعليم
تعلم في جامعة كونيغسبرغ، وتعلم في جامعة هومبولت في برلين، وتعلم في جامعة لايبتزغ
.

## روابط خارجية
- لودويغ فريدلاندر على موقع الموسوعة البريطانية (الإنجليزية)